# Leiopsammodius chilensis
Leiopsammodius chilensis är en skalbaggsart som beskrevs av Rakovic 1990. Leiopsammodius chilensis ingår i släktet Leiopsammodius och familjen Aphodiidae. Inga underarter finns listade i Catalogue of Life.